# Palm OS
Palm OS is een besturingssysteem dat hoofdzakelijk gebruikt werd voor pda's of smartphones, waarbij pda staat voor personal digital assistent of zakcomputer. In 2003 werd het aantal beschikbare applicaties op zo'n 20.000 geschat. De eerste versie werd uitgebracht in 1996. In 2009 werd de ontwikkeling stopgezet.
Het Amerikaanse bedrijf PalmSource is verantwoordelijk voor de verdere ontwikkeling van Palm OS. Er waren verschillende licentienemers die apparaten met het besturingssysteem op de markt brengen: de belangrijkste zijn Palm (gestopt, webOS verving Palm OS), Sony (gestopt per 1 juni 2004), Garmin, Handspring (nu onderdeel van Palm) en Symbol (industriële handhelds).
Apparaten die met Palm OS zijn uitgerust kunnen met extra software ook samenwerken met Word, PowerPoint en Excel. Vanaf Palm OS 5.0 is het mogelijk om ook muziekformaten als mp3 af te spelen en videofilms te bekijken. Uitzondering hierop zijn enkele modellen van Sony, die dit al onder Palm OS 4 konden, en de Palm Zire21 die dit niet kan ondanks dat hij Palm OS 5.2.1 gebruikt. Er is ook een wekkerfunctie en andere praktische zaken, zoals de mogelijkheid om e-mail op te halen en webpagina's te bekijken.
Palm OS speelt geen grote rol meer als besturingssysteem voor pda's. Deze rol werd overgenomen door de grootste concurrent Symbian van Nokia (dat intussen ook niet meer populair is). Dit als gevolg van de inkrimping van de pda-markt ten gevolge van de opkomst van smartphones en tablets met iOS van Apple en Android van Google.

## Overname door Access
In 2005 werd Palmsource overgenomen door het Japanse Access. PalmOne heeft weer een naamsverandering ondergaan en heet nu weer gewoon Palm. Palm ging verder als apart bedrijf dat handhelds en smartphones met het Palm OS / Garnet bleef maken. Palm heeft echter een Windows-versie van hun welbekende Treo-serie uitgebracht, wat de eventuele revalidatie van Palm OS niet echt meehielp.
Access, de eigenaar van Palmsource, heeft een besturingssysteem gemaakt dat deels gebaseerd was op Palm OS, genaamd Access Linux Platform, of kortweg ALP. PalmSource werd hernoemd naar Access Systems Americas. Dit besturingssysteem werd gedemonstreerd op verschillende conferenties.